# Liebling (Timiș)
Liebling es una comuna ubicada en el distrito de Timiș, Rumania.

## Superficie
Posee una superficie de 82,26 kilómetros cuadrados.

## Demografía
Hasta 2021 la población era de 3358 habitantes, con una densidad de población de 40,82 habitantes por kilómetro cuadrado.